# Татищево (городской округ Солнечногорск)
Татищево — деревня в Московской области России. Входит в городской округ Солнечногорск. Население — 52 чел. (2010).

## География
Деревня расположена на северо-западе Московской области, в западной части округа, на берегу Истринского водохранилища, примерно в 12 км к юго-западу от центра города Солнечногорска, с которым связана прямым автобусным сообщением. 
В деревне четыре улицы — Дачная, Заовражная, Новая и Старотатищевская. 
Ближайшие населённые пункты — деревни Бережки, Логиново, Похлебайки и Якиманское.

## История
Татищева, деревня 2-го стана, Госуд. Имущ., 189 душ м. п., 220 ж., 59 дворов, три кожевенныя избы крестьян оной деревни, 63 версты от стол., 41 от уездн. гор., близ дороги из Воскресенска в Клин.— Нистрем К. Указатель селений и жителей уездов Московской губернии, 1852 г.
В «Списке населённых мест» 1862 года — казённая деревня 2-го стана Звенигородского уезда Московской губернии по правую сторону тракта из города Воскресенска в город Клин, в 42 верстах от уездного города и 22 верстах от становой квартиры, при реке Истре, с 60 дворами и 379 жителями (162 мужчины, 217 женщин).
По данным на 1890 год — деревня Пятницкой волости Звенигородского уезда с 392 душами населения.
В 1913 году — 52 двора.
По материалам Всесоюзной переписи населения 1926 года — деревня Бережковского сельсовета Пятницкой волости Воскресенского уезда в 3,7 км от Пятницкого шоссе и 13,9 км от станции Подсолнечная Октябрьской железной дороги, проживало 380 жителей (172 мужчины, 208 женщин), насчитывалось 72 хозяйства, среди которых 71 крестьянское, имелось промышленное кооперативное товарищество.
С 1929 года — населённый пункт в составе Солнечногорского района Московского округа Московской области. Постановлением ЦИК и СНК от 23 июля 1930 года округа как административно-территориальные единицы были ликвидированы.
1929—1957 гг. — деревня Бережковского сельсовета Солнечногорского района.
1957—1960 гг. — деревня Бережковского сельсовета Химкинского района.
1960—1963 гг. — деревня Бережковского (до 30.09.1960) и Пятницкого сельсоветов Солнечногорского района.
1963—1965 гг. — деревня Пятницкого сельсовета Солнечногорского укрупнённого сельского района.
1965—1969 гг. — деревня Пятницкого сельсовета Солнечногорского района.
1969—1994 гг. — деревня Обуховского сельсовета Солнечногорского района.
С 1994 до 2006 гг. деревня входила в Обуховский сельский округ Солнечногорского района.
С 2005 до 2019 гг. деревня включалась в Кривцовское сельское поселение Солнечногорского муниципального района.
С 2019 года деревня входит в городской округ Солнечногорск, в рамках администрации которого относится с территориальному управлению Кривцовское.

## Население
| 1852 | 1859 | 1890 | 1899 | 1926 | 1966 | 1998 |
| ---- | ---- | ---- | ---- | ---- | ---- | ---- |
| 409  | ↘379 | ↗392 | ↘370 | ↗380 | ↘77  | ↘37  |
| 2002 | 2010 |      |      |      |      |      |
| ↘22  | ↗52  |      |      |      |      |      |